# Propakizafop
Propakizafop je ariloksifenoksi-propionat čije djelatna tvar izaziva inhibiciju enzima ACCase odgovornog za sinteze lipida neophodnog u izgradnji staničnih membrana i to isključivo kod trava.
Biljka ga apsorbira putem lista. Brzo se translocira u sve dijelove biljke. Za manje od jednog sata u cijelosti je u biljci i nema mogućnosti ispiranja padalinama i smanjenja herbicidnog djelovanja.